# Iglesia de San Juan Kaneo
San Juan el Teólogo, Kaneo (en macedonio: Свети Јован Канео, transliterado: Sveti Jovan Kaneo) o sencillamente San Juan en Kaneo es una iglesia ortodoxa macedonia situada en el acantilado sobre la playa de Kaneo sobre el lago Ohrid en la ciudad de Ohrid, Macedonia del Norte. La iglesia está dedicada a Juan de Patmos, el escritor de la Revelación, a quien se considera también el Apóstol Juan. La fecha de construcción de la iglesia no se sabe con exactitud, pero documentos en propiedad de la iglesia sugieren que se construyó antes del año 1447. Los arqueólogos creen que la iglesia fue construida algún tiempo antes del auge Imperio Otomano, muy probablemente en el siglo XIII. Trabajos de restauración del interior realizados en 1964 descubrieron frescos en su cúpula. También se cree que la iglesia de la Madre Santa De Dios Perivleptos se construyó a la vez que la de Kaneo.

## Historia
La iglesia tiene una planta cruciforme, con una base rectangular. El arquitecto de la iglesia es desconocido pero se cree que estuvo influido por la arquitectura de iglesias armenias, particularmente el techo.[cita requerida] En el siglo XIV la iglesia fue renovada, poco antes de la llegada de turcos otomanos a Macedonia. En el interior del templo se construyó una iconostasis de madera y en el siglo XX numerosos santos, al igual que la Virgen María han sido retratados en el ábside. En la bóveda también se puede apreciar un fresco del Cristo Pantocrátor y otro de fresco de San Clemente de Ohrid (cuyo monasterio, del Santo Panteleimon, está situado en las proximidades) acompañado por San Erasmo Ohrid también se puede ver en una pared de la iglesia.

## Galería de imágenes

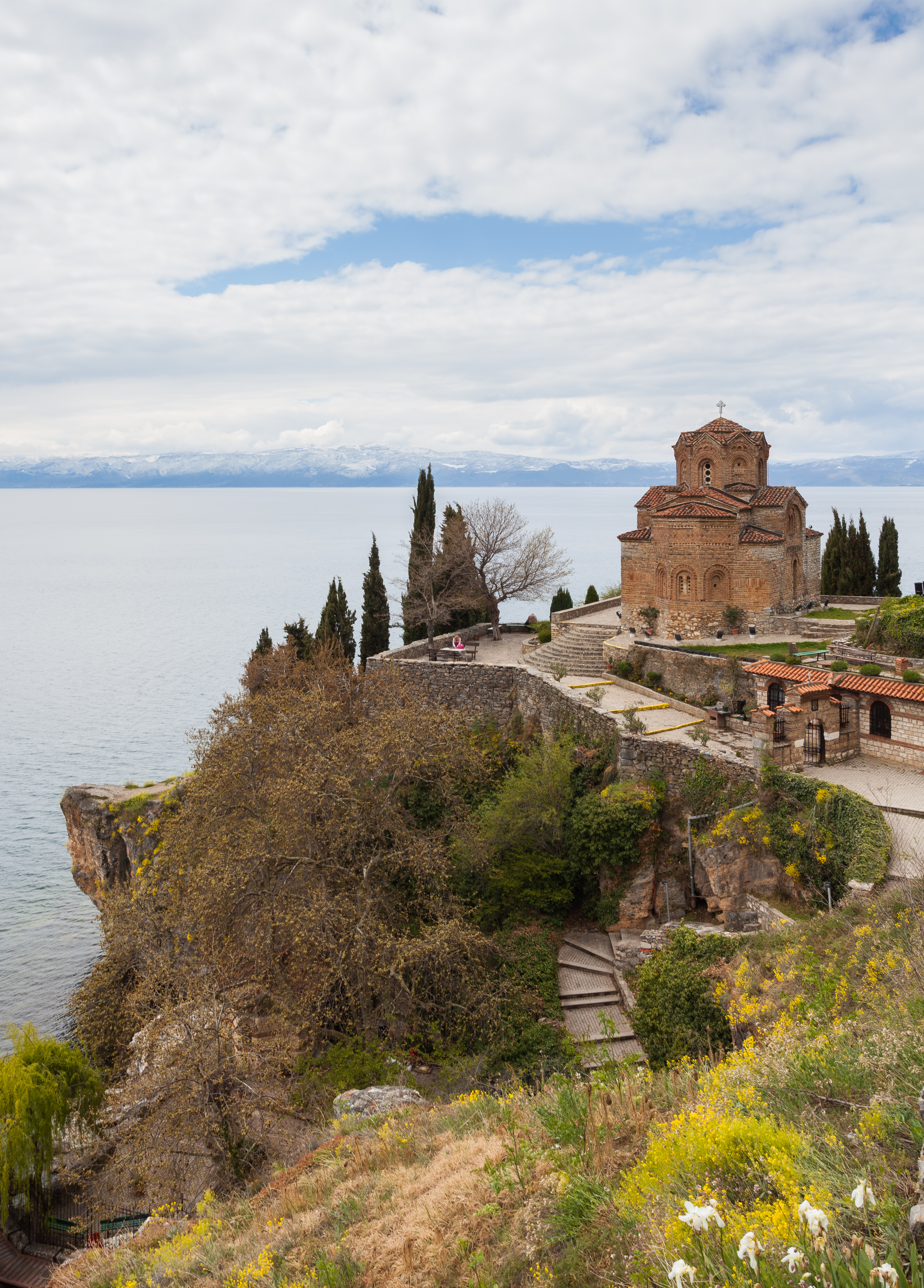
Vista lateral.
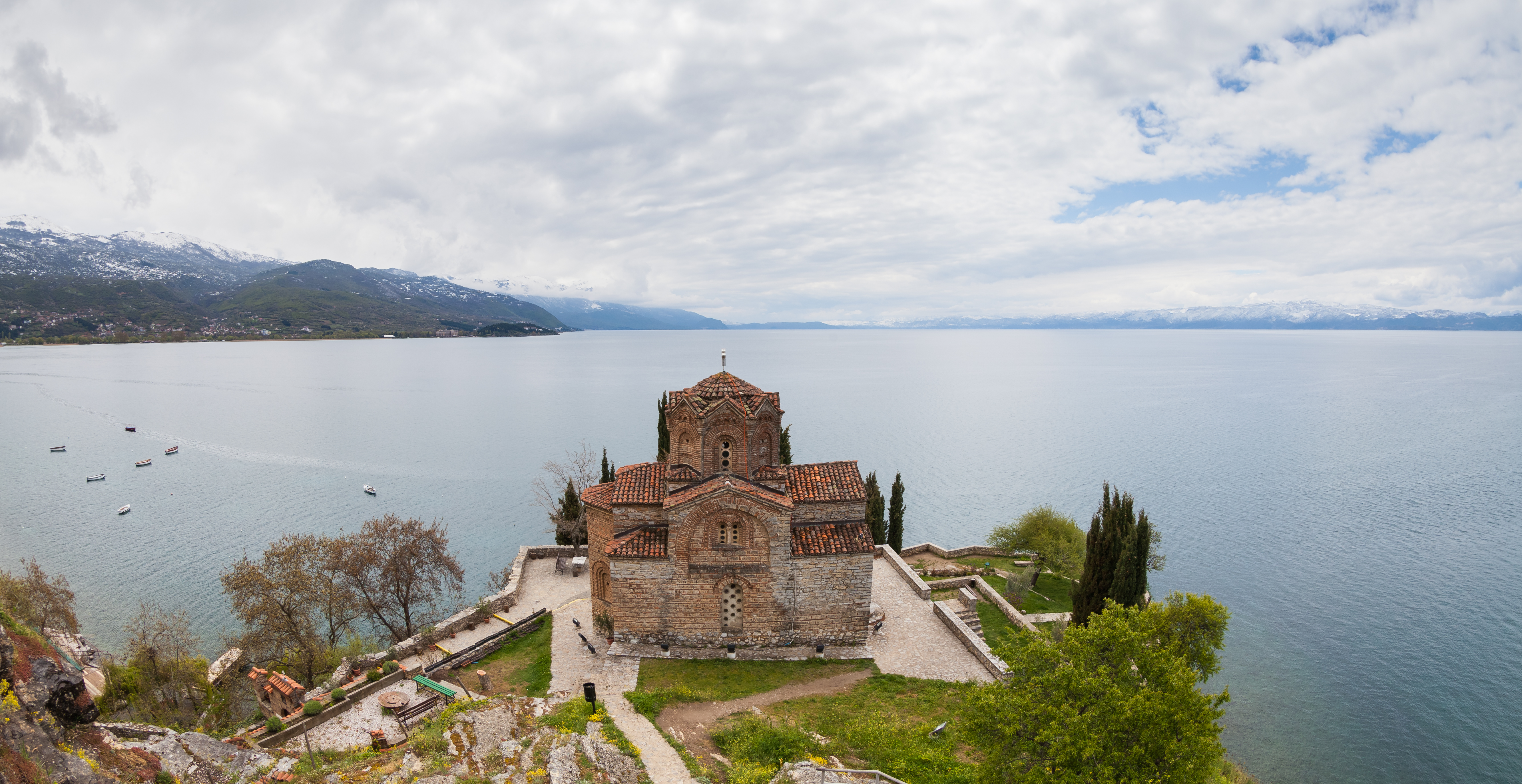
Vista desde una colina contigua.
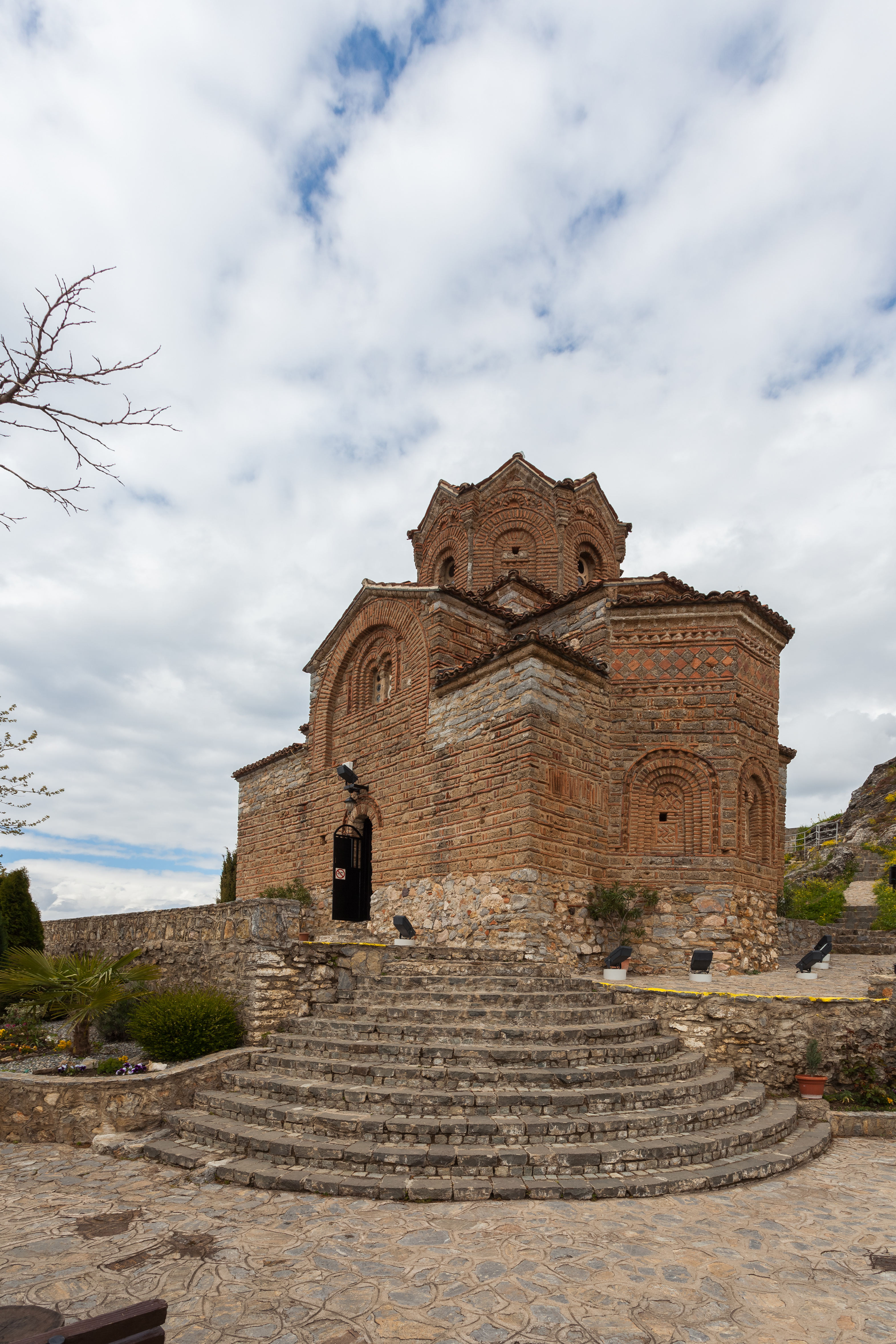
Vista desde la base.
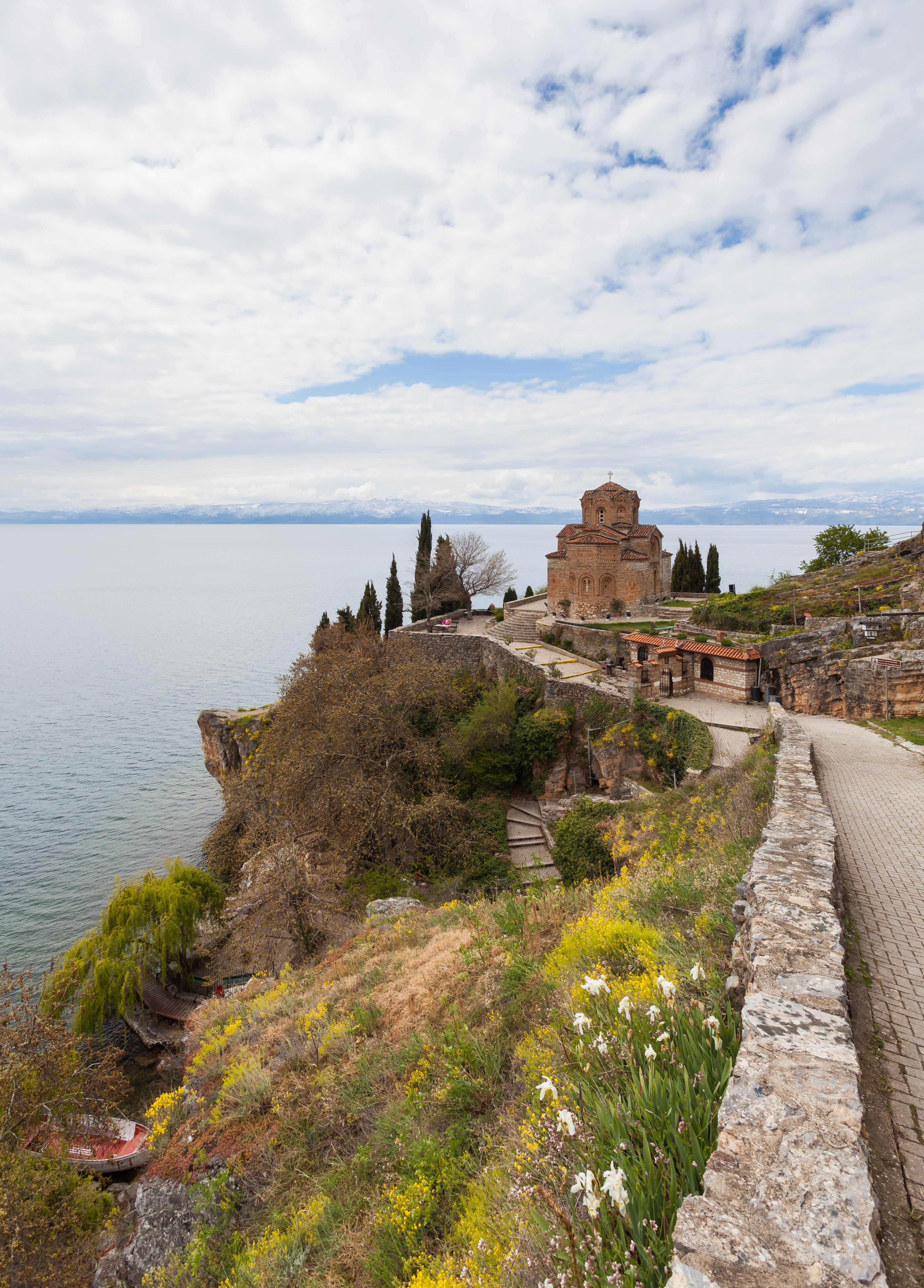
Vista de Ohrid que llega a la iglesia.